# Dasylophia punctagorda
Dasylophia punctagorda är en fjärilsart som beskrevs av Slosson. 1892. Dasylophia punctagorda ingår i släktet Dasylophia och familjen tandspinnare. Inga underarter finns listade i Catalogue of Life.